# ۴۲۲ (میلادی)
۴۲۲ (میلادی) چهارصد و بیست و دومین سال تقویم میلادی است.

## درگذشتگان
‎